# Xã Yellow Creek, Quận Columbiana, Ohio
Xã Yellow Creek (tiếng Anh: Yellow Creek Township) là một xã thuộc quận Columbiana, tiểu bang Ohio, Hoa Kỳ. Năm 2010, dân số của xã này là 2.140 người.